# Ocularia collarti
Ocularia collarti là một loài bọ cánh cứng trong họ Cerambycidae.